# Синявка (Минская область)
Синявка (бел. Сіняўка) — агрогородок в Клецком районе Минской области Беларуси. Административный центр Синявского сельсовета. Население 1404 человека (2009).

## География
Синявка находится в 16 км юго-западнее райцентра, города Клецк и в 16 км юго-восточнее города Ляховичи. В 4 км к западу проходит граница с Брестской областью. В агрогородке пересекаются две автодороги: Р43 на участке Ивацевичи — Слуцк и Р13 на участке Клецк — Ганцевичи. Через село протекает река Нача, приток реки Лань. На северной окраине Синявки на реке плотина и запруда.

## Культура
- Синявский сельский Дом культуры

## Достопримечательности
- Здание почтовой станции (середина XIX века)
- Никольская православная церковь. Построена в 90-е годы XX века.
- Памятный знак в память о трагедии авианалёта 31 июля 1916 года.

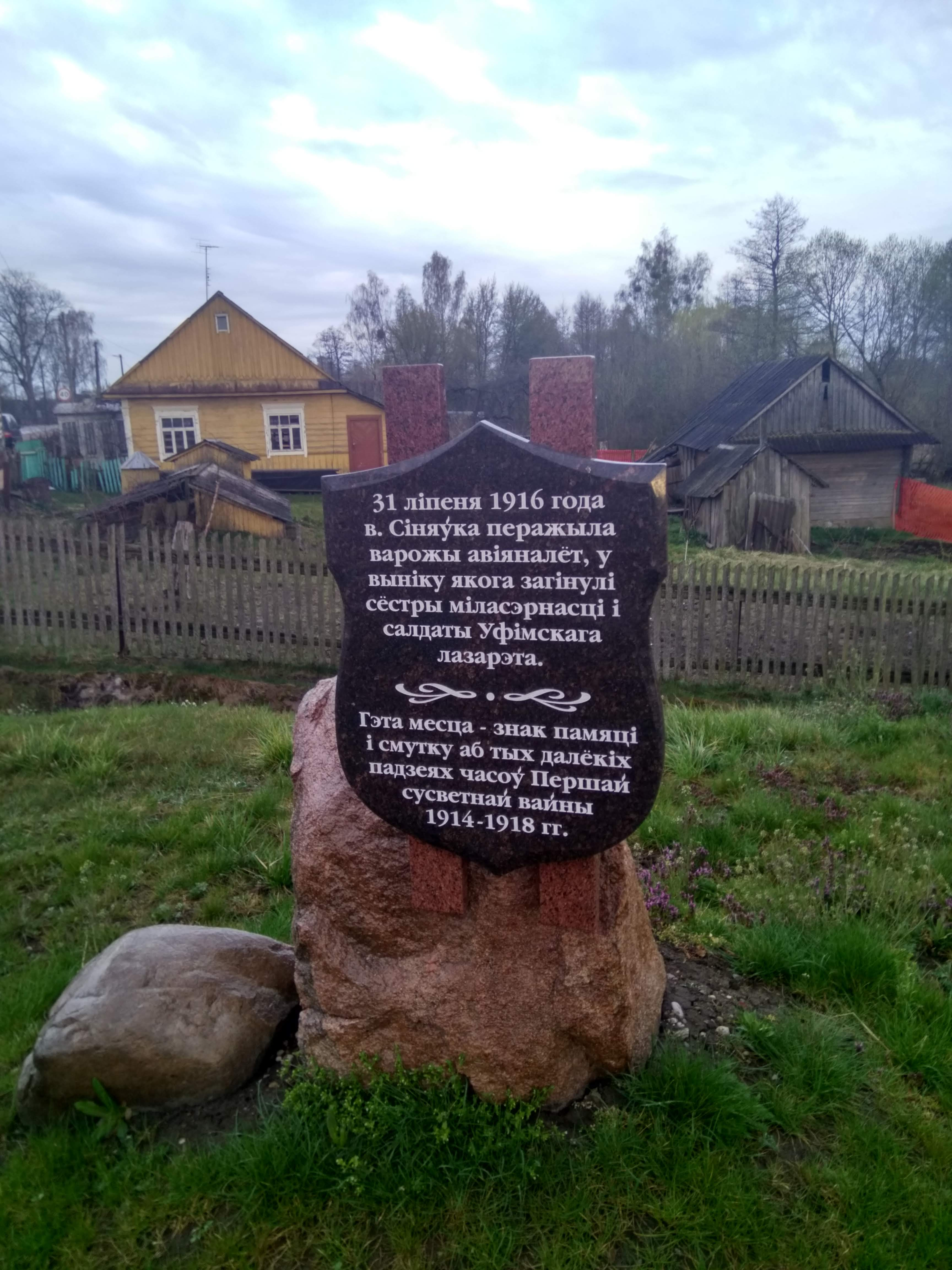
В память трагедии авианалёта 31 июля 1916 года в Синявке

- Братская могила[1]В память трагедии авианалёта 31 июля 1916 года в Синявке